# Adoudou Adil Artine
Adoudou Adil Artine (né le 13 septembre 1933 à Ati (Tchad), mort le 6 juin 2018 à N'Djaména) est un homme d'affaires, homme politique  et diplomate tchadien,.

## Biographie
Adoudou Adil Artine est né à Ati, dans la région de Batha, dans le centre du Tchad.
Il a obtenu son Certificat d’Études Primaires Élémentaires (CEPE) colonial à Ati, puis a étudié à l’école supérieure de Bongor. Adoudou quitte l’école en classe de 5e pour intégrer l’armée, puis il se lance dans les affaires.
Il a été président de l'organisation des festivités de l’indépendance du Tchad en 1960, ambassadeur du Tchad au Soudan en 1968, député sous Hissène Habré et Idriss Déby, maire de la capitale N'Djaména de 2006 au 3 mai 2007.
Dans son livre Ma vérité sur le Tchad, Adoudou Adil Artine raconte l’histoire sociopolitique du  Tchad à travers ses propres expériences. Il est marié et père de dix enfants. 

### Décès
Il est mort le 6 juin 2018 à N'Djaména à 85 ans. Il a été enterré au cimetière musulman de Lamadji.